# Edwige-Renée Dro
Edwige-Renée Dro ist eine ivorische Schriftstellerin, Übersetzerin für Französisch und Englisch sowie Literaturaktivistin.

## Karriere
2014 wurden für das Literaturprojekt Africa39 39 vielversprechende afrikanische Autoren unter 40 Jahren gesucht. Edwige-Renée Dro war unter den letztlich ausgewählten und wurde in die Anthologie Africa39: New Writing from Africa South of the Sahara aufgenommen, die von Ellah Wakatama Allfrey herausgegeben wurde.
Texte von Dro wurden in verschiedenen Magazinen wie Prufrock, Popula und This is Africa veröffentlicht.
2016 war sie Mitglied der Juries des PEN International New Voices Awards und des Etisalat Prize for Literature.
Über das Literaturkollektiv Abidjan Lit, dessen Mitbegründerin sie war, sagte sie: „Was auch immer Abidjan Lit ist, es soll Bücher ins Zentrum des Lebens und in das Herz von Städten stellen, Städte der Elfenbeinküste, aber auch Städte in der ganzen Schwarzen Welt.“ Sie ist auch an mehrerer anderen Literaturprojekten wie Jalada and Writivism beteiligt.
2018 wurde sie mit dem Morland Writing Scholarship ausgezeichnet. Sie erhielt das Preisgeld für das Projekt, einen biographischen Roman über  Marie Séry Koré zu schreiben, einer ivorischen Aktivistin, die sich 1949 gegen die französische Kolonialverwaltung in der Elfenbeinküste auflehnte.
2019 wurde sie in die Anthology New Daughters of Africa von Margaret Busby aufgenommen.
Im März 2020 eröffnete sie in Yopougon, einem Stadtteil Abidjans, eine öffentliche Bibliothek, die auf weibliche Literatur aus Afrika und der Schwarzen Diaspora spezialisiert ist. Eine wichtige Aufgabe für afrikanische Literaten und Übersetzer in einem durch Kolonialsprachen (Englisch, Französisch, Portugiesisch, Spanisch) dominierten Kontinent sieht Dro darin, sich diese Sprachen für eine eigene Entwicklung anzueignen, Literatur verfügbar zu machen und auch den Brückenschlag zu den afrikanischen Sprachen zu schlagen.